# Carvão mineral
O carvão mineral é uma rocha sedimentar combustível, de cor preta ou marrom, que ocorre em estratos chamados camadas de carvão. As formas mais duras, como o antracito, podem ser consideradas rochas metamórficas devido à posterior exposição à temperatura e pressão elevadas. É composto basicamente por carbono, enxofre, hidrogênio, oxigênio e nitrogênio, além de elementos vestigiais.[carece de fontes?] Quanto maior o teor de carbono, mais puro se considera. Existem quatro tipos principais de carvão mineral: turfa, linhito, hulha e antracito (em ordem crescente do teor de carbono). É extraído do solo por mineração a céu aberto ou subterrânea.
Entre os diversos combustíveis produzidos e conservados pela natureza sob a forma fossilizada, acredita-se ser o carvão mineral o mais abundante. Com o coque e o alcatrão de hulha, seus subprodutos são vitais para muitas indústrias modernas.

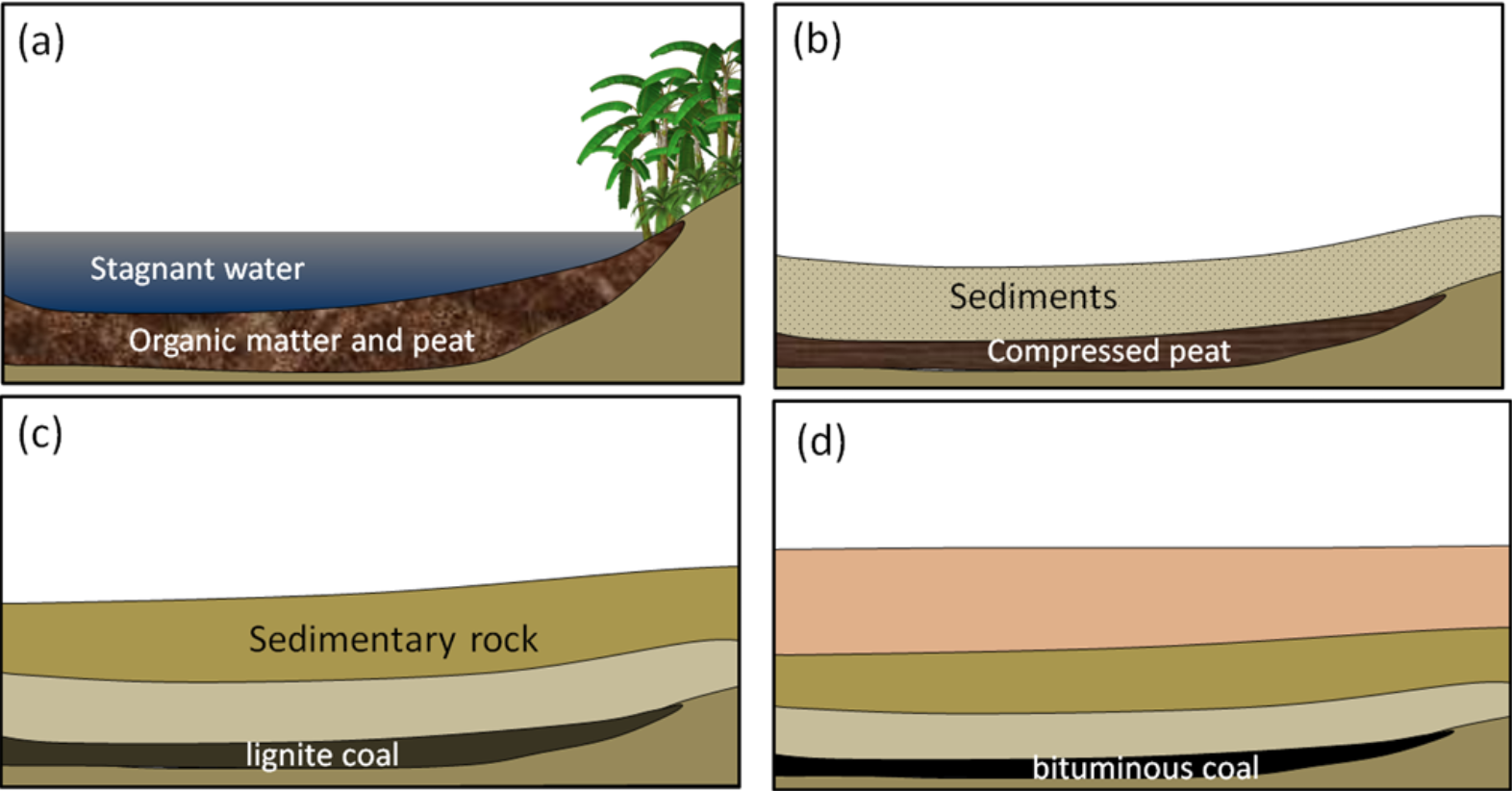
Formação do carvão: (a) acumulação de matéria orgânica em uma área pantanosa; (b) a matéria orgânica é coberta e comprimida pela deposição de uma nova camada de sedimentos clásticos; (c) com maior sepultamento, forma-se o carvão lignítico; e (d) em profundidades ainda maiores, formam-se o carvão betuminoso e, eventualmente, o carvão antracito.

## Formação do carvão fóssil
O carvão fóssil foi formado pelos restos soterrados de plantas tropicais e subtropicais, especialmente durante os períodos Carbonífero e Permiano.
As alterações climáticas registradas no mundo explicam porque o carvão ocorre em todos os continentes, até mesmo na Antártida. Segundo a visão tradicional, os depósitos carboníferos se formaram de restos de plantas acumuladas em pântanos, que se decompuseram, fazendo surgir as camadas de turfa.
A elevação do nível das águas do mar ou o rebaixamento da terra provocaram o afundamento dessas camadas sob sedimentos marinhos, cujo peso comprimiu a turfa, transformando-a, sob elevadas temperaturas, em carvão. Apenas o carvão de cor marrom (linhitos) têm origem estritamente a partir de plantas.
Empregam-se, em geral, dois métodos para determinar a composição dos carvões: a "análise elementar", estabelece as porcentagens totais dos elementos presentes (carbono, hidrogênio, oxigênio, enxofre e nitrogênio); e a "análise aproximada" fornece uma estimativa empírica das quantidades de umidade, cinza e materiais voláteis, e de carbono fixo. Os carvões classificam-se ou ordenam-se de acordo com o seu conteúdo de carbono fixo, cuja proporção aumenta à medida que o minério se forma. Em ordem ascendente, os principais tipos são: linhito, que se desgasta rapidamente, pode incendiar-se espontaneamente e tem baixo valor calorífico; é usado sobretudo na Alemanha e na Austrália; carvão sub-betuminoso, utilizado principalmente em estações geradoras; carvão betuminoso, o tipo mais comum e que, transformado frequentemente em coque tem amplo emprego industrial; o antracito, um carvão lustroso, de combustão lenta, excelente para uso doméstico.

## Consequências do uso do carvão
Embora utilizado como combustível, em Gales, na Grã-Bretanha, desde o segundo milênio a.C., o carvão só começou a ser minerado de forma mais ou menos sistemática na Europa por volta do século XIII, época em que já era conhecido dos índios norte-americanos. A primeira mina comercial de carvão da América foi aberta em Richmond, nos EUA em 1745, e o antracito começou a ser extraído principalmente na região de Wilkes-Barre, no nordeste da Pensilvânia, em 1775 e não continuou depois de 1820. A revolução industrial ampliou a demanda do minério, que só reduziu no século XX, com a difusão do emprego do petróleo como combustível e marcando seu fim com o fechamento das minas de carvão em 2015. As reservas mundiais de carvão são estimadas em cerca de sete trilhões de toneladas, o suficiente para atender a demanda durante alguns séculos, nas taxas de consumo atuais.
A queima de carvão para obtenção de energia produz efluentes altamente tóxicos como por exemplo o mercúrio e outros metais pesados como vanádio, cádmio, arsênio e chumbo. Além disso, a libertação de dióxido de carbono causa poluição na atmosfera, agravando o aquecimento global e contribuindo para a chuva ácida. Na década de 1950, a poluição atmosférica devido ao uso do carvão causou elevado número de mortes e deixou milhares de doentes em Londres, durante "o grande nevoeiro de 1952".

## Reservas naturais de carvão no Brasil
As reservas brasileiras são de aproximadamente 32 bilhões de toneladas de carvão mineral, segundo o Serviço Geológico do Brasil (MME), concentradas no Rio Grande do Sul (89,25%) e Santa Catarina (10,41%). {{https://www.sgb.gov.br/carvao-mineral}}

## Maiores produtores
Os maiores produtores de carvão mineral são a China, os Estados Unidos, a Austrália, a Rússia e a Indonésia. A China, sozinha, produz quase metade do carvão mineral do mundo, tendo produzido em 2008, 2,761 bilhões de toneladas.
Em 2018, os maiores exportadores do mundo eram a Indonésia (472 milhões de toneladas), a Austrália (426 milhões de toneladas), a Rússia (231 milhões de toneladas), os Estados Unidos (115 milhões de toneladas), a Colômbia (92 milhões de toneladas), a África do Sul (88 milhões de toneladas), a Mongólia (39 milhões de toneladas), Canadá (37 milhões de toneladas) e Moçambique (16 milhões de toneladas). Poucos países no mundo são grandes exportadores de carvão. Devido à alta necessidade energética mundial, estes países realizam um trabalho importante ao manter países altamente industrializados funcionando normalmente. Os maiores importadores de carvão do mundo, em 2018, foram: China (281 milhões de toneladas), Índia (223 milhões de toneladas), Japão (189 milhões de toneladas), Coreia do Sul (149 milhões de toneladas), Taiwan (76 milhões de toneladas), Alemanha (44 milhões de toneladas), Holanda (44 milhões de toneladas), Turquia (38 milhões de toneladas), Malásia (34 milhões de toneladas) e Tailândia (25 milhões de toneladas). 
| País           | 2003    | 2004    | 2005    | 2006    | 2007    | 2008    | 2009    | 2010    | %     | Reservas (anos) |
| -------------- | ------- | ------- | ------- | ------- | ------- | ------- | ------- | ------- | ----- | --------------- |
| China          | 1 834,9 | 2 122,6 | 2 349,5 | 2 528,6 | 2 691,6 | 2 802,0 | 2 973,0 | 3 240,0 | 48,3% | 35              |
| Estados Unidos | 972,3   | 1 008,9 | 1 026,5 | 1 054,8 | 1 040,2 | 1 063,0 | 975,2   | 984,6   | 14,8% | 241             |
| União Europeia | 637,2   | 627,6   | 607,4   | 595,1   | 592,3   | 563,6   | 538,4   | 535,7   | 4,3%  | 105             |
| Austrália      | 350,4   | 364,3   | 375,4   | 382,2   | 392,7   | 399,2   | 413,2   | 423,9   | 6,3%  | 180             |
| Rússia         | 276,7   | 281,7   | 298,3   | 309,9   | 313,5   | 328,6   | 301,3   | 316,9   | 4,7%  | 495             |
| Indonésia      | 114,3   | 132,4   | 152,7   | 193,8   | 216,9   | 240,2   | 256,2   | 305,9   | 5,0%  | 18              |
| África do Sul  | 237,9   | 243,4   | 244,4   | 244,8   | 247,7   | 252,6   | 250,6   | 253,8   | 3,8%  | 119             |
| Alemanha       | 204,9   | 207,8   | 202,8   | 197,1   | 201,9   | 192,4   | 183,7   | 182,3   | 1,2%  | 223             |
| Polónia        | 163,8   | 162,4   | 159,5   | 156,1   | 145,9   | 144,0   | 135,2   | 133,2   | 1,5%  | 43              |
| Cazaquistão    | 84,9    | 86,9    | 86,6    | 96,2    | 97,8    | 111,1   | 100,9   | 110,8   | 1,5%  | 303             |
| Total mundial  | 5 301,3 | 5 716,0 | 6 035,3 | 6 342,0 | 6 573,3 | 6 795,0 | 6 880,8 | 7 273,3 | 100%  | 119             |